# Terrore nello spazio
Terrore nello spazio és una pel·lícula hispano-italiana de ciència-ficció i terror del 1965, produïda per Fulvio Lucisano, dirigida per Mario Bava i protagonitzada per Barry Sullivan i Norma Bengell. El guió fou escrit per Bava, Alberto Bevilacqua, Callisto Cosulich, Antonio Román i Rafael J. Salvia, i estava basat en una narració curta de ciència-ficció en italià, "Una notte di 21 ore" de Renato Pestriniero. American International Pictures va estrenar la pel·lícula com a pel·lícula de suport en una sessió doble amb Die, Monster, Die! de Daniel Haller (1965).
La història segueix les horribles experiències dels membres de la tripulació de dues naus espacials gegants que han aterrat d'emergència en un planeta prohibit i inexplorat. Els seus habitants sense cos posseeixen els cossos de la tripulació que va morir durant l'accident, i utilitzen els cadàvers animats per perseguir i matar els supervivents restants.
La pel·lícula ha estat coproduïda per AIP i Italian International Film, amb part del finançament de la Castilla Cooperativa Cinematográfica espanyola. Ib Melchior i Louis M. Heyward reben el guió de la versió d'AIP en anglès. Anys després del seu llançament, alguns crítics han suggerit que la pel·lícula de Bava va tenir una gran influència en Alien (1979) i Prometheus (2012) de Ridley Scott (2012), tant en detalls narratius com en disseny visual.

## Argument
Dues enormes naus interplanetàries en una expedició a un espai profund inexplorat reben un senyal de socors que emana d'Aura, un planeta inexplorat. Tots dos vaixells, el Galliott i l'Argos, intenten aterrar a la superfície del món cobert de boira. Mentre entra a l'atmosfera del planeta, la tripulació de l'Argos és posseïda per una força desconeguda i intenten matar-se violentament entre ells. Només el capità Markary té la voluntat de resistir-se i és capaç de forçar a tots els altres a bord del seu vaixell a sortir del seu estat hipnòtic i assassí. Després que l'Argos aterri a la superfície, la tripulació desembarca i explora l'esgarrifós paisatge a la recerca del Galliott. Les boires espesses i palpitants, il·luminades per colors estranys en constant canvi, saturen el terreny. Quan finalment arriben a l'altre vaixell, descobreixen que els membres de la tripulació s'han matat entre ells. El germà petit de Markary, Toby, es troba entre els morts. Procedeixen a enterrar tants cadàvers com poden, però alguns cossos estan tancats dins del pont del vaixell. Markary marxa a buscar eines per obrir l'habitació segellada, però els cadàvers desapareixen quan ell torna.
Alguns dels tripulants de l'Argos es troben morts. Tiona veu els seus cadàvers caminant a la nau i es paralitza de por. Markary aconsella als supervivents que han d'escapar d'Aura. Malauradament, l'Argos ha patit greus danys durant l'aterratge, i les reparacions trigaran. Durant el període d'espera que se segueix, es produeixen diversos assassinats més. En una gravació privada, Markary admet que sospita que cap d'ells sobreviurà. Mentre explora Aura, en Wes descobreix les ruïnes d'una nau espacial a poques milles de l'Argos. Markary, Sanya i Carter investiguen. Dins de la nau, descobreixen grans restes esquelètiques de la tripulació morta des de fa temps i, així, s'adonen que no són els primers que han estat atrets pel planeta per la balisa de socors. Markary i Sanya queden temporalment atrapats dins de la nau, però aconsegueixen escapar i tornar a l'Argos. Carter desapareix inexplicablement.
Dos membres de la tripulació del Galliott, Kier i Sallis, arriben a l'Argos per robar el dispositiu Meteor Rejector del vaixell. Kier s'escapa amb la màquina, però Markary lluita contra Sallis. Markary obre l'uniforme de Sallis, deixant al descobert el seu cos putrefacte. S'assabenta que el cadàver de Sallis està sent manipulat per un Auran, que revela que les dues naus van ser atretes al planeta per tal que els Aurans escapin del seu món moribund. Amb la tripulació del Galliott sota el seu complet control, planegen utilitzar la nau per escapar al planeta natal dels humans. Markary promet aturar-los. Markary i la seva tripulació corren cap al Galliott per recuperar el Meteor Rejector. Tenen èxit i aconsegueixen col·locar explosius a la nau. Durant una lluita amb els Aurans, el Dr. Karan i Tiona són assassinats. Markary i Sanya tornen a l'Argos i aconsegueixen escapar mentre el Galliott és destruït. Després de l'enlairament, però, es revelen que estan posseïts per Aurans. Li demanen a Wes, l'últim supervivent, que s'uneixi a ells. Wes es nega i intenta sabotejar el Meteor Rejector, però s'electrocuta fatalment mentre ho fa. Com que el dispositiu s'ha trencat sense reparar, Markary i Sanya decideixen canviar de rumb cap a un planeta proper: la Terra.

## Repartiment
- Barry Sullivan -capità Mark Markary
- Norma Bengell - Sanya
- Ángel Aranda - Wess Wescant
- Evi Marandi - Tiona
- Franco Andrei - Garr
- Federico Boido - Keir
- Stelio Candelli - Brad
- Alberto Cevenini - Toby Markary
- Mario Morales - Eldon
- Ivan Rassimov - Carter (Dervy)
- Massimo Righi - Capità Sallis (Nordeg)
- Fernando Villeña - Dr. Karan

## Producció

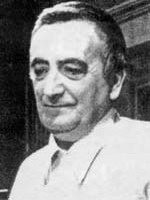
El director Mario Bava

American International Pictures havia aconseguit un gran èxit comercial a principis dels anys 60 amb La màscara del diable (1960) i I tre volti della paura (1963), així com desenes de pel·lícules italianes menors, incloses diverses imatges de pèplum. Finalment, els caps de l'AIP Samuel Z. Arkoff i James H. Nicholson van decidir coproduir algunes d'aquestes pel·lícules, en lloc de només pagar els drets per distribuir-les, per tal de tenir més control sobre el seu contingut. Terrore nello spazio va ser una d'aquestes coproducció, finançada per AIP i l'italià Fulvio Lucisano per a Italian International Film, juntament amb alguns diners de la producció espanyola aportats per Castilla Cooperativa Cinematográfica. AIP va oferir els serveis de l'escriptor Ib Melchior, les pel·lícules anteriors del qual havien inclòs èxits tan modestos com The Angry Red Planet (1959) i Reptilicus (1961), així com el pressupost relativament gran Robinson Crusoe on Mars (1964). Melchior va escriure el guió de la versió en anglès de la pel·lícula, amb l'ajuda del productor d'AIP Louis M. Heyward.
L'estatunidenc Barry Sullivan i la brasilera Norma Bengell van liderar el repartiment d'actors internacionals. L'escriptor Robert J. Skotak va informar que cada membre del repartiment "va fer servir la seva pròpia llengua materna al plató, en molts casos sense comprendre el que deien els altres actors". Les línies de Sullivan es parlaven en anglès, les de Bengell en portuguès, les d'Evi Marandi en italià i les d'Ángel Aranda en castellà.
Restringit per un pressupost baix, Bava no va poder utilitzar òptiques, de manera que tot el treball extens d'efectes visuals de la pel·lícula es va fer "a càmera". S'utilitzen miniatures i perspectiva forçada visuals a tot arreu, amb molta boira acolorida que afegeix atmosfera però que també enfosqueix l'enorme preu dels decorats. Bava explicava: "Sabeus de què estava fet aquell planeta desconegut? Un parell de roques de plàstic, sí, dues: una i una! sobres d'una pel·lícula mitològica feta a Cinecittà! Per ajudar a la il·lusió, vaig omplir el plató de fum."
Segons Tim Lucas, les dues roques de plàstic es van multiplicar en diversos plans per miralls i múltiples exposicions. Les seqüències exteriors del planeta es van filmar en un escenari buit enfosquit per boires, miniatures de taula i plans de l'efecte Schüfftan.

## Recepció
AIP va llançar la pel·lícula com a pel·lícula de suport en una doble sessió amb Die, Monster, Die! de Daniel Haller (1965). Terrore nello spazio ha acumulat una resposta crítica molt positiva al llarg dels anys. L'any 1966, Castle of Frankenstein va descriure la pel·lícula com "Una fantasia italiana bellament fotografiada amb un efecte visual excel·lent i un color magnífic". Dool de Variety va opinar, "La trama està marcada amb gore, xoc, música estranya i òptica salvatge i efectes especials... El treball de la càmera en color i els valors de producció són suaus i de primer nivell...història tipus Flash Gordon... hauria d'evitar que els joves a la vora dels seus seients i el grup més gran no s'adormi". Richard Davis de Films and Filming va escriure que "Bava està lligat a un conjunt d'estudi grossament sintètic que no convenç ni per un moment de la seva realitat extraterrestre... la peça en general és una cosa pobre".
Monthly Film Bulletin va assenyalar que la pel·lícula era, "un triomf de la ment sobre la matèria, o de Bava sobre un pressupost barroer i diàlegs doblats atroces...[Bava] fa meravelles atmosfèriques amb boira de colors pastís i treball de càmera astut". El 1974 Joe Dante va escriure que la "fabulosa tira còmica de ciència-ficció mostra al director Mario Bava en el seu aspecte més inventiu visualment..." The Aurum Film Encyclopedia: Science Fiction de Phil Hardy va assenyalar l'any 1984 que la pel·lícula era "Una magnífica confecció atmosfèrica de Bava... La càmera en moviment constant de Bava crea una sensació esgarrifosa d'amenaça. El resultat és un triomf de la imaginació pulp". Glenn Erickson (aka "DVD Savant") va escriure el 2001 que "La impressionant variació gòtica de Bava teixeix una història estranya de plats voladors, pistoles de raigs i zombis que sembla no s'ha filmat a cap altra pel·lícula espacial". A la revista Fangoria, Tim Lucas va dir que "Terrore nello spazio és considerada comunament com la millor pel·lícula de ciència-ficció mai feta a Itàlia i una de les representacions més convincents d'un entorn alienígena que s'hagi fet mai a una pel·lícula".
Al lloc web de l'agregador de ressenyes Rotten Tomatoes, la pel·lícula té una puntuació del 73% basada en 11 ressenyes (8 "gresques" i 3 "podrides").

## Influència
Diversos crítics han suggerit que la pel·lícula de Bava va tenir una gran influència en Alien (1979) i Prometheus de Ridley Scott (2012), tant en detalls narratius com en disseny visual. Derek Hill, en una revisió del llançament del DVD de la Midnite Movies de MGM Vampires escrit per a Images Journal, va assenyalar, "la pel·lícula de Bava (juntament amb It! The Terror from Beyond Space, 1958) va ser una influència directa en la pel·lícula de 1979 Alien de Ridley Scott. Però on la pel·lícula de Scott va intentar emmascarar els seus humils orígens d'autocinema, Planet of the Vampires es delecta amb els seus orígens. La pel·lícula se sent literalment com una portada revista pulp cobra vida..." Robert Monell, al web DVD Maniacs, va observar, "[M]olt del disseny conceptual i algunes imatges específiques de l'ora de Ridley Scott de 1979, sens dubte, té un gran deute amb els èxits sense pressupost de Mario Bava." Govindini Murty de The Atlantic, en una ressenya de Prometheus, va dir, "Les imatges sorprenents que Ridley Scott idea per Prometheus fan referència a tot, des del 2001: una odissea de l'espai de Stanley Kubrick a l'home de Vitruvi de Leonardo da Vinci i al Terrore nello spazio de Mario Bava."
Una de les seqüències més celebrades de la pel·lícula implica que els astronautes realitzen l'exploració d'un vaixell alienígena abandonat descobert en una gran ruïna a la superfície del planeta. Els membres de la tripulació s'enfilen a les profunditats de la misteriosa nau i descobreixen les restes gegantines de criatures monstruoses mortes des de fa temps. El 1979, Cinefantastique va notar les notables similituds entre aquesta seqüència atmosfèrica i una llarga escena de la llavors nova Alien. La revista també va assenyalar altres paral·lelismes menors entre les dues pel·lícules. Tanmateix, tant el director d'Alien Ridley Scott com el guionista Dan O'Bannon va afirmar en aquell moment que no havien vist mai Terrore nello spazio. Dècades més tard, Dan O'Bannon admitiria: "Vaig robar l'esquelet gegant de Terrore nello spazio".
Tim Lucas ha assenyalat que la trama i les idees bàsiques de la pel·lícula no només van inspirar a Alien, sinó que "continuen influint en els cineastes i inspirant el gènere d'avui, com ho demostra Pitch Black de David Twohy (2000) i Mission to Mars de Brian de Palma (2000)."
A finals de la dècada de 1970, Atles/Seaboard Comics va publicar un còmic de curta durada titulat Planet of Vampires, que combinava elements argumentals de la pel·lícula de Bava amb elements de El planeta dels simis i Sóc llegenda.
Ha influït fortament en la pel·lícula de DC del 2022 Aquaman and the Lost Kingdom.